# 横内直人
横内 直人（よこうち なおと、1962年4月3日 - ）は、日本の俳優。スタントジャパン所属。身長181cm。体重75kg。

## 出演作品

### 映画
- あいつとララバイ（1983年）
- V.マドンナ大戦争（1985年）
- 夜叉（1985年）
- ミシマ:ア・ライフ・イン・フォー・チャプターズ（1985年）
- キャバレー（1986年）
- ア・ホーマンス（1986年）
- あぶない刑事（1987年）
- ZIPANG（1990年）
- 昭和鉄風伝 日本海（1991年） - 刺客の男 役
- WOOD JOB!〜神去なあなあ日常〜（2014年）

### テレビドラマ
- 太陽にほえろ!
  - 第587話「殺人広告」（1984年）
  - 第591話「ボギーの妹？」（1984年）
  - 第675話「死ににゆく女のために」（1985年）
  - 第714話「赤ちゃん」（1986年）
- 大江戸捜査網 第3シリーズ 第533話「狙撃！姉様人形は血の匂い」（1984年）
- 流れ星佐吉（1984年）
- 特捜最前線 第366話「44,000人の標的！」（1984年）
- 西部警察 PART-III
  - 第45話「さらば友よ」（1984年）
  - 第56話「帰って来た逃亡者」（1984年）
- 暴れ九庵（1984年 - 1985年）
- ザ・ハングマン4 第6話「人材バンクが殺人犯を仕立てる！」（1984年）
- ただいま絶好調! 第1話「十番街の野郎ども」（1985年）
- うちの子にかぎって… 2 第5話（1985年） - 自衛隊の人 役
- 禁じられたマリコ 第9話「もう一人の超能力少女」〜第11話「超能力者2対1」（1986年）
- 男女7人夏物語 第7話「嵐の日」（1986年）
- あぶない刑事（1986年 - 1987年）
- 誇りの報酬
  - 第2話「命があったら総監賞」（1985年） - 竜神会構成員
  - 第33話「お嬢サマが危ない!」（1986年） - 芹沢に逮捕される男
- 姐さんたちのララバイ（1986年）
- 西田敏行の泣いてたまるか 第5話「故郷は緑なりき」（1986年）
- 男女7人秋物語 第7回「清洲橋」（1987年）
- 安川刑事の事件簿 少女あみの反乱（1989年）
- 坂本龍馬（1989年）
- 美少女仮面ポワトリン 第48話「タクトの恋人」（1990年） - にせポワトリン 役
- YASHA-夜叉-（2000年）
- 信長協奏曲（2014年）

### オリジナルビデオ
- トワイライトミステリー 殺しの遊び（1991年）

### 舞台
- 劇団Turbo
- 劇団FA Network